# Exireuil
Exireuil település Franciaországban, Deux-Sèvres megyében. Lakosainak száma 1562 fő (2022. január 1.). Exireuil Clavé, Fomperron, Nanteuil, Saint-Georges-de-Noisné, Saint-Maixent-l’École, Saivres és Les Châteliers községekkel határos.

## Népesség
A település népességének változása:
| Lakosok száma | 1571 | 1578 | 1617 | 1583 | 1580 | 1578 | 1571 | 1567 | 1562 |
|               | 2013 | 2015 | 2016 | 2017 | 2018 | 2019 | 2020 | 2021 | 2022 |